# Naara Miranda
Naara Miranda (Santander, 28 de marzo de 2005) es una futbolista española. Juega como defensa en el Atlético de Madrid B de la Primera Federación de España. Ha sido internacional con la selección sub-17 de España, con la que fue campeona del mundo y subcampeona de Europa en 2022.

## Trayectoria
Empezó compaginando el patinaje con el fútbol. El exfutbolista Pedro Munitis la fichó para la cantera de la Sociedad Deportiva Reocín. Más adelante pasó al Racing de Santander, con el que debutó con 16 años en el primer equipo. Estuvo en el club cántabro hasta 2023, cuando fichó por el Madrid CFF B, que había ascendido a Segunda División. En el equipo madrileño jugó de forma habitual, pero descendió de categoría y al final de la temporada fichó por el Atlético de Madrid B, aunque hizo la pretemporada con el primer equipo y debutó en el partido de consolación de la Ronda 1 de la Fase Previa de la Liga de Campeones con victoria por 3-0 sobre el Glasgow Rangers. Con el Atlético B jugó de manera habitual y lograron la permanencia en Primera RFEF.

## Selección nacional
En 2021 fue convocada con la selección sub-17 y debutó el 18 de agosto en un amistoso ante Noruega. Ese mismo otoño participó en la fase de clasificación del Campeonato Europeo Femenino Sub-17. En mayo de 2022 disputó el Campeonato Europeo. Fue titular en el partido inaugural, en el que golearon por 4-0 a Noruega. Volvió a ser suplente en las otras dos victorias de la fase de grupos, ante Finlandia (4-0) y Francia (3-0), logrando la clasificación a semifinales. En la semifinal volvió a disfrutar de unos minutos en el tramo final del encuentro, y volvieron a ganar con comodidad por 3-0 a Países Bajos, logrando la clasificación para el Mundial de la India. No participó en la final, en la que cayeron ante Alemania en la tanda de penaltis.
El 29 de septiembre de 2022 fue incluida en la convocatoria de España para participar en el Mundial sub-17 en India. El 31 de octubre se proclamaron campeonas del mundo tras derrotar a Colombia por 1-0 en la final. Naara jugó en los cuartos de final ante Japón.

## Estadísticas

### Clubes
Actualizado al último partido jugado el 27 de abril de 2025.
| Club                          | Div.          | Temporada     | Liga  | Liga  | Liga   | Copas nacionales | Copas nacionales | Copas nacionales | Copas internacionales | Copas internacionales | Copas internacionales | Total | Total | Total  | Media goleadora |
| Club                          | Div.          | Temporada     | Part. | Goles | Asist. | Part.            | Goles            | Asist.           | Part.                 | Goles                 | Asist.                | Part. | Goles | Asist. | Media goleadora |
| ----------------------------- | ------------- | ------------- | ----- | ----- | ------ | ---------------- | ---------------- | ---------------- | --------------------- | --------------------- | --------------------- | ----- | ----- | ------ | --------------- |
| Racing de Santander · España  |               |               |       |       |        |                  |                  |                  |                       |                       |                       |       |       |        |                 |
| 2.ª                           | 2020-21       | 1             | 0     |       |        |                  |                  | -                | -                     | -                     | 1                     | 0     |       | -      |                 |
| 2.ª                           | 2021-22       | 10            | 0     |       | 2      | 0                |                  | -                | -                     | -                     | 12                    | 0     |       | -      |                 |
| 2ª. RFEF                      | 2022-23       | 26            | 0     |       | 1      | 0                |                  | -                | -                     | -                     | 27                    | 0     |       | -      |                 |
| Total club                    | Total club    | 37            | 0     |       | 3      | 0                |                  |                  |                       |                       | 40                    | 0     |       | -      |                 |
| Madrid CFF B · España         |               |               |       |       |        |                  |                  |                  |                       |                       |                       |       |       |        |                 |
| 2.ª                           | 2023-24       | 25            | 0     |       | -      | -                | -                | -                | -                     | -                     | 25                    | 0     |       | -      |                 |
| Total club                    | Total club    | 25            | 0     |       |        |                  |                  |                  |                       |                       | 25                    | 0     |       | -      |                 |
| Atlético de Madrid B · España |               |               |       |       |        |                  |                  |                  |                       |                       |                       |       |       |        |                 |
| 2.ª                           | 2024-25       | 21            | 0     |       | -      | -                | -                | -                | -                     | -                     | 21                    | 0     |       | -      |                 |
| Total club                    | Total club    |               |       |       |        |                  |                  |                  |                       |                       |                       |       |       | -      |                 |
| Atlético de Madrid · España   |               |               |       |       |        |                  |                  |                  |                       |                       |                       |       |       |        |                 |
| 1.ª                           | 2024-25       |               |       |       |        |                  |                  | 1                | 0                     | 0                     | 1                     | 0     | 0     | -      |                 |
| Total club                    | Total club    |               |       |       |        |                  |                  | 1                | 0                     | 0                     | 1                     | 0     | 0     | -      |                 |
| Total carrera                 | Total carrera | Total carrera | 83    | 0     |        | 3                | 0                |                  | 1                     | 0                     | 0                     | 87    | 0     |        | -               |
| 1. 2. 3.                      |               |               |       |       |        |                  |                  |                  |                       |                       |                       |       |       |        |                 |

### Selección
Actualizado al último partido jugado el 22 de octubre de 2022.
| Selecciones | Año   | Continental(4) | Continental(4) | Continental(4) | Mundial | Mundial | Mundial | Amistosos (5) | Amistosos (5) | Amistosos (5) | Total | Total | Total  | Media goleadora |
| Selecciones | Año   | Part.          | Goles          | Asist.         | Part.   | Goles   | Asist.  | Part.         | Goles         | Asist.        | Part. | Goles | Asist. | Media goleadora |
| --- | ----- | -------------- | -------------- | -------------- | ------- | ------- | ------- | ------------- | ------------- | ------------- | ----- | ----- | ------ | --------------- |
| Sub-17 | 2021  | 3              | 0              | 1              |         |         |         | 2             | 0             | 0             | 5     | 0     | 1      | -               |
| Sub-17 | 2022  | 4              | 0              | 0              | 1       | 0       | 0       | 4             | 0             | 0             | 9     | 0     | 0      | -               |
| Sub-17 | Total | 7              | 0              | 0              | 1       | 0       | 0       | 6             | 0             | 0             | 14    | 0     | 0      | -               |
| (4) Se incluyen Campeonatos Europeos y sus fases de Clasificación. (5) Sólo se incluyen partidos contra selecciones nacionales. |       |                |                |                |         |         |         |               |               |               |       |       |        |                 |

#### Participaciones en Mundiales
| Competición     | Categoría | Sede  | Resultado | Partidos | Goles |
| --------------- | --------- | ----- | --------- | -------- | ----- |
| Mundial de 2022 | Sub-17    | India | Campeona  | 1        | 0     |
| Total           | –         | –     | –         | 1        | 0     |

#### Participaciones en Eurocopas
| Competición         | Categoría | Sede                 | Resultado   | Partidos | Goles |
| ------------------- | --------- | -------------------- | ----------- | -------- | ----- |
| Europeo Sub-17 2022 | Sub-17    | Bosnia y Herzegovina | Subcampeona | 4        | 0     |
| Total               | –         | –                    | –           | 4        | 0     |

## Palmarés

### Campeonatos internacionales
| Título         | Equipo              | Sede  | Año  |
| -------------- | ------------------- | ----- | ---- |
| Mundial Sub-17 | Selección de España | India | 2022 |